# 水滸伝 (1972年の映画)
『水滸伝』（すいこでん、原題：水滸傳、英題：The Water Margin）は、1972年の香港映画。
中国の古典小説『水滸伝』を原作に、晁蓋の死から盧俊義が梁山泊に入るまでを描いたスペクタクル・アクション映画である。
日本では劇場公開されず、DVDスルーされている。

## キャスト
- 燕青：デヴィッド・チャン
- 武松：ティ・ロン
- 扈三娘：リリー・ホー
- 史文恭：黒沢年男
- 盧俊義：丹波哲郎
- 宋江：クー・フェン
- 林冲：ユエ・ホア
- 史進：チェン・カンタイ
- 時遷：ウー・マ
- 花栄：ポール・チン
- 張順：ダニー・リー

## スタッフ
- 監督：チャン・チェ、ウー・マ、パオ・シュエリー
- 製作：ランラン・ショウ
- 脚本：ニー・クァン
- 武術指導：ラウ・カーリョン
- 音楽：フランキー・チャン